# Mojicón
Mojicón (historieta) es considerada como la primera historieta de Colombia con el formato de tira cómica. Dibujada por Adolfo Samper y publicada en el diario vespertino Mundo al día, que pertenecía a Arturo Manrique. Fue publicada por primera vez el 19 de febrero de 1924 y estuvo activa hasta 1938. Debido a los problemas que trajo consigo la Gran Depresión, el periódico se vio obligado a cerrar, dejando tras de sí a Mojicón.
La historia siempre aparecía en la última página o contraportada del diario, esta se imprimía en un papel esmaltado, mostrando la importancia que le daba Arturo Manrique a la publicación de este cómic.
Se considera una historieta de corte humorístico donde se resaltan los valores del amor, la amistad y la familia. Mojicón se acopló a muchas características locales, puesto que sus personajes tenían nombres de dulces. Además, muestra una Bogotá en plena evolución, con edificios en construcción, donde todo transcurría en torno al centro de la ciudad.

## Historia
Se cree que la idea fue de Arturo Manrique, quien en ese momento era el dueño del periódico Mundo al día. Él estaba al tanto de todo lo que pasaba en Estados Unidos así que al ver el fenómeno que era el cómic estadounidense entre los jóvenes, decidió hacer lo mismo con su periódico, con la diferencia que se publicaría los días sábados. En este momento fue cuando contactó a Adolfo Samper y le pidió que hiciera una copia al cómic estadounidense Smitty de Walter Berndt publicada en The Chicago Tribune. A pesar de que Adolfo Samper acepta realizar los dibujos para el periódico, decide nunca firmar los cómic, debido a que al no considerarlo un trabajo propio no creía que fuese correcto. Con el paso del tiempo Samper deja de copiar a Smitty y crea sus propias historias con los mismos personajes.
En algunas ediciones del diario se encontraban tiras cómicas con el título de “La hermana de mojicón”. Estas no tuvieron gran popularidad entre el público por lo cual no duraron mucho.
En 1966 se crea la Asociación Colombiana de Historietas Gráficas dirigida por Hernando Salcedo Silva, la cual ayudó al crecimiento de un gran número de dibujantes, dando llegada a la Primera Exposición de Historietas Nacionales, que tuvo lugar del 9 al 18 de agosto de 1967 y donde Mojicón fue uno de los protagonistas.

## Personajes
| Nombre       | Descripción                                                                                          |
| ------------ | --- |
| Mojicón      | Personaje principal del cómic, un niño que vestía de corbatín y pantalones cortos.                   |
| Gelatina     | Una de las mejores amigas de Mojicón, lleva una falda de cuadros, un buso blanco y una gorra rosada. |
| Pote         | Es el otro amigo de mojicón, gordito con un pantalón blanco buso blanco y tirantes.                  |
| Bizcochito   | Hermano menor de Mojicón.                                                                            |
| Tío Merengue | |